# Claypool (Arizona)
Claypool (apatxe occidental Goshtłʼish Tú) és una concentració de població designada pel cens dels Estats Units a l'estat d'Arizona. Segons el cens del 2000 tenia 1.794 habitants.

## Demografia
Segons el cens del 2000, Claypool tenia 1.794 habitants, 683 habitatges, i 486 famílies La densitat de població era de 572,5 habitants/km².
Dels 683 habitatges en un 29,9% hi vivien nens de menys de 18 anys, en un 55,5% hi vivien parelles casades, en un 11,3% dones solteres, i en un 28,8% no eren unitats familiars. En el 24,6% dels habitatges hi vivien persones soles el 13,2% de les quals corresponia a persones de 65 anys o més que vivien soles. El nombre mitjà de persones vivint en cada habitatge era de 2,63 i el nombre mitjà de persones que vivien en cada família era de 3,14.
Per edats la població es repartia de la següent manera: un 27,8% tenia menys de 18 anys, un 7,3% entre 18 i 24, un 23,2% entre 25 i 44, un 25,9% de 45 a 60 i un 15,7% 65 anys o més.
L'edat mediana era de 39 anys. Per cada 100 dones de 18 o més anys hi havia 89,6 homes.
La renda mediana per habitatge era de 34.196 $ i la renda mediana per família de 47.593 $. Els homes tenien una renda mediana de 33.571 $ mentre que les dones 23.661 $. La renda per capita de la població era de 16.246 $. Aproximadament el 6,4% de les famílies i el 12,1% de la població estaven per davall del llindar de pobresa.

## Poblacions més properes
El següent diagrama mostra les poblacions més properes.